# علم الكون الدوري المطابق

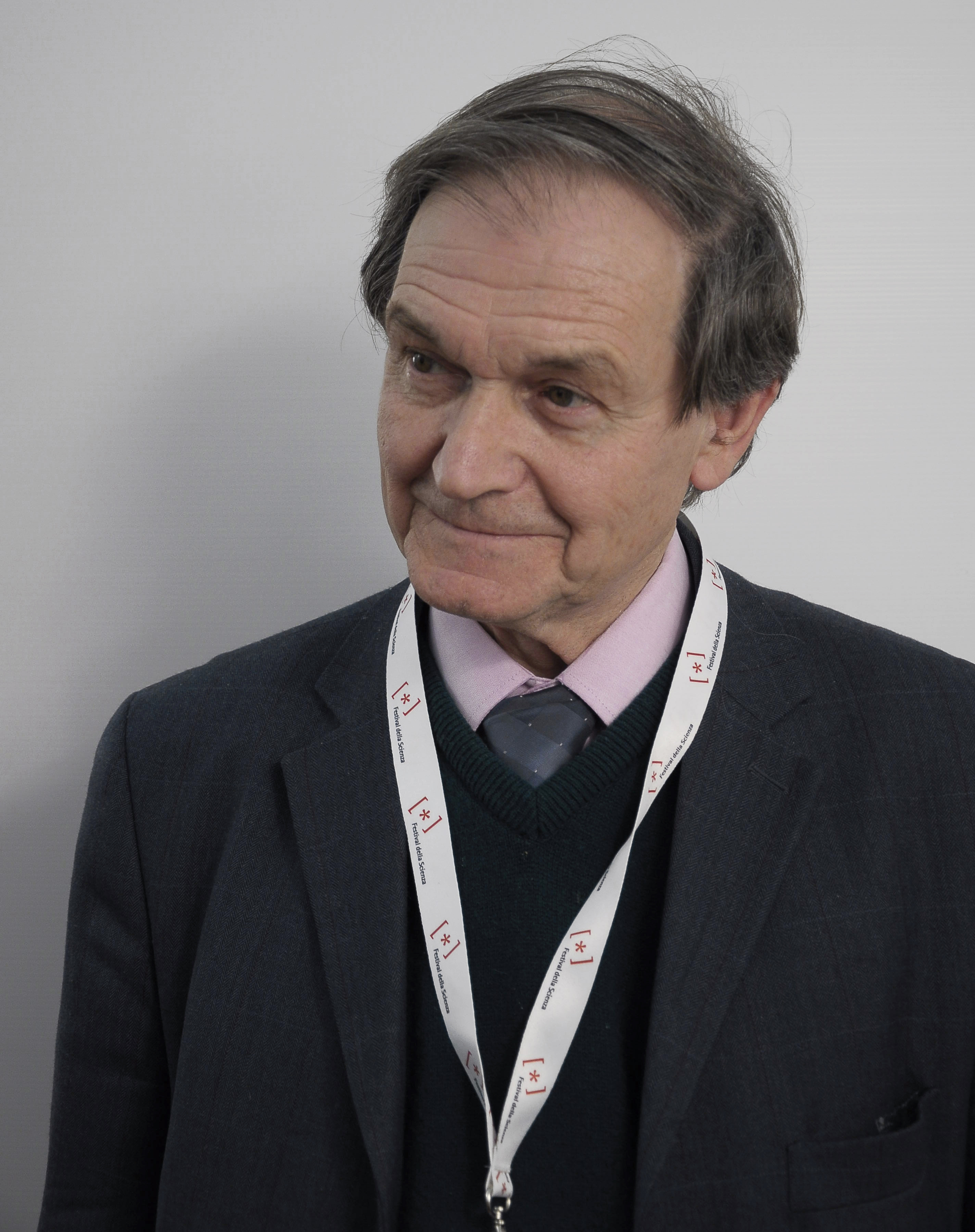
روجر بنروز

علم الكون الدوري المطابق (CCC) Conformal cyclic cosmology هو نموذج كوني يدخل في إطار نظرية النسبية العامة قدمه عالم الفيزياء النظرية روجر بنروز (Roger Penrose)  وفي هذا النموذج يتكرر الكون خلال دورات لا متناهية بحيث يتم المطابقة بين اللانهاية شبيهة الزمن المستقبلية لكل تكرار سابق مع متفردة الانفجار العظيم للتكرار الذي يليه  وقام بنروز بنشر هذه النظرية في كتابه الذي صدر في عام 2010 باسم دورات الزمن: (Cycles of Time): رؤية جديدة واستثنائية للكون (Cycles of Time: An Extraordinary New View of the Universe).

## التفسير الأساسي
يتمثل التفسير الأساسي عند بنروز في توصيل متتالية قابلة للعد من إحداثيات روبرتسون-ووكر (FLRW) المفتوحة تمثل كل منها انفجارًا عظيمًا يتبعه توسع مستقبلي إلى مالا نهاية. ولاحظ بنروز أن الحد المطابق السابق لنسخة واحدة من زماكانات إحداثيات روبرتسون-ووكر يمكن «ربطها» بالحد المطابق المستقبلي لنسخة أخرى بعد عملية إعادة تحجيم تشكيلي مناسبة. ونجد على وجه الخصوص أن مقياس إحداثيات روبرتسون-ووكر {\displaystyle g_{ab}} يتم ضربه في مربع عامل مطابق {\displaystyle \Omega } يصل إلى الصفر عند لانهائية شبيهة الزمن، بفعالية «ساحقًا» الحد المطابق المستقبلي إلى السطح الفائق المنتظم تطابقيًا (الذي يُعد شبيهًا بالمكان إذا كان هناك ثابت كوني موجب كما نعتقد الآن. والنتيجة هي حل جديد لمعادلات أينشتين (نظرية النسبية العامة ) .يرى بنروز أنه يمثل الكون بأكمله، حيث يتألف من تتابع من دورات الزمن التي يسميها بنروز «دهورًا» aeons.

## الانعكاسات الفيزيائية
ترجع أهمية هذا التفسير لفيزياء الجزيئات إلى أنه لما كانت البوزونات تتبع قوانين نظرية الكم الثابتة امتثاليًا فإنها تسلك نفس المسلك في الدهور التي أعيد تحجيمها كما في مثيلاتها الأصلية في إحداثيات روبرتسون-ووكر. (ويماثل ذلك من الناحية التقليدية الحقيقة التي تقول بأن البنية المخروطية للضوء تبقى في ظل عمليات إعادة التحجيم الامتثالي.) وبالنسبة لهذه الجزيئات يكون الحد بين الدهر ليس حدًا على الإطلاق ولكن مجرد سطح شبيه بالمكان يمكن تجاوزه مثل أي سطح آخر. والفرميونات من ناحية أخرى تقتصر على دهر معين. وهذا يقدم حلاً مناسبًا لمفارقة معلومات الثقب الأسود، ويقول بنروز أنه لابد أن تتحول الفرميونات تحولاً نهائيًا إلى إشعاع أثناء تبخر الثقب الأسود للحفاظ على نعومة الحد بين الدهور.
كما أن خصائص الانحناء لعلم الكون عند بنروز جذابة إلى حد بعيد. فنجد أولاً أن الحد بين الدهور يطابق فرضية الانحناء عند ويل (Weyl)، وبالتالي فإنها تقدم نوعًا معينًا من الماضي منخفض الإنتروبيا تتطلبه الميكانيكا الإحصائية ويتطلبه الرصد. ونجد ثانيًا أن بنروز توصل بالحسابات إلى أنه من المفترض أن تبقى كمية معينة من الإشعاع التثاقلي عبر الحد بين الدهور. ويشير بنروز إلى أن هذا الإشعاع التثاقلي الإضافي قد يكفي لتفسير التوسع الكوني الملحوظ دون اللجوء إلى مجال مادة الطاقة المظلمة.

## اختبارات تجريبية
قام بنروز و  فاهي جيرزاديان (Vahe Gurzadyan) في عام 2010م بنشر نسخة أولية من ورقة بحثية تدعي أن عمليات رصد الخلفية الميكرويفية الكونية التي تمت باستخدام مسبار ويلكينسون لقياس اختلاف الموجات الراديوية وكذلك تجربة بوميرانج (BOOMERanG) أثبتت وجود شذوذات متحدة المركز تتفق مع فرضية علم الكون الدوري المطابق (CCC) مع ضعف احتمال صحة فرضية العدم التي تقول بأن عمليات الرصد المقصودة كانت عشوائية. إلا أن الدلالة الإحصائية للكشف المُدَّعَى ظلت محل شك منذ ذلك الوقت. وحاولت ثلاث مجموعات كل على حدة تكرار هذه النتائج لكنهم وجدوا أن اكتشاف الشذوذات متحدة المركز لم يكن ذا دلالة إحصائية أي أن تلك الدوائر سوف تظهر في في شكل توزيع غاوسي (Gaussian) لتباين بيانات الخلفية الميكرويفية الكونية (CMB).
ويرجع السبب في هذا الاختلاف إلى مسألة كيفية تفسير عمليات المحاكاة المستخدمة في تحديد الدلالة: حيث إن المحاولات الثلاث المستقلة لتكرار التحليل استخدمت جميعها عمليات محاكاة تعتمد على نموذج لامدا للمادة المظلمة الباردة المعياري (Lambda-CDM)، أما بنروز وجيرزاديان فقد استخدما منهجًا غير معياري لم يتم توثيقه 

## اقرأ أيضا
- دورات الزمن